# Oberea densepunctipennis
Oberea densepunctipennis là một loài bọ cánh cứng trong họ Cerambycidae.